# Doki Doki Literature Club!
Doki Doki Literature Club! (укр. Літературний клуб «Докі-докі!»; абревіатура — DDLC) — психологічний горор, візуальна новела, розроблений командою «Team Salvato». Випущена 22 вересня 2017 року для Windows, MacOS і Linux, а пізніше, 6 жовтня, і для Steam. Гра має загалом лінійний сюжет, альтернативні сцени та кінцівки, що залежать від вибору гравця. Хоча, на перший погляд, гра здається безтурботною, насправді це психологічний горор, який передбачає інтенсивне використання техніки руйнування четвертої стіни.
Гра розроблювалась протягом двох років командою, на чолі з Деном Сальвато, відомим раніше своєю роботою з модами для гри «Super Smash Bros», створенням користувацьких рівнів в «Super Mario Maker» та розширенням «FrankerFaceZ» для Twitch. За словами Дена, натхненням для гри служили його змішані почуття до аніме, і захоплення сюрреалістичним і тривожним досвідом. Після випуску, «Doki Doki Literature Club!» отримала похвалу за свої мета- і горор-елементи, а PC Gamer назвав її «однією з найбільш дивовижних ігор року».
У перші три місяці після випуску, «Doki Doki Literature Club!» було завантажено понад мільйон разів.

## Розроблення і випуск
Ден Сальвато провів близько двох років, працюючи над «Doki Doki Literature Club!» в секреті, перш ніж випустити її як свою першу гру.
«Doki Doki Literature Club!» вперше була випущена 22 вересня 2017 року на itch.io, а пізніше і для Steam. Гра доступна у вигляді безплатного програмного забезпечення з додатковою оплатою, яку можна внести за бажанням. За 10 доларів США або більше користувачу стає доступною бонусна збірка «Fan Pack», яка містить настільні й мобільні шпалери, офіційний саундтрек до гри та цифровий буклет з концептуальними малюнками.
Сальвато взяв своє «ставлення любові-ненависті» до аніме як натхнення для створення «Doki Doki Literature Club!». Обговорюючи хорор елементи гри, Сальвато пояснив, що був натхненний «речами, які страшні не тому, що показують вам страшні речі, а тому, що вони примушують відчувати себе дискомфортно».

## Сюжет
Спочатку гра виглядає звичайною візуальною новелою — любовним симулятором. Гравець зустрічається з подругою дитинства, Сайорі, дорогою до школи, і вона пропонує йому вступити до шкільного літературного клубу. Протагоніст погоджується та знайомиться з іншими членами клубу: Нацукі, Юрі, і засновницею клубу, Монікою. Гравцеві належить виконувати нескладні завдання на зразок написання власних віршів (у вигляді мінігри), спілкуватися з дівчатами й дізнаватися їх ближче.
Коли настає час приготувань до шкільного фестивалю, завжди радісна і весела Сайорі раптом зізнається протагоністу, що все життя боролася з сильною депресією. Зізнавшись йому у своїх почуттях до нього, вона каже, що не знає що їй робити далі, і що все це доставляє їй страшний біль. Наступного дня Моніка передає гравцеві поему Сайорі, в якій та наполегливо наказує комусь «забратися з її голови». Протагоніст розуміє, що щось тут не так, і біжить додому до Сайорі, тільки щоб дізнатися, що дівчинка наклала на себе руки, повісившись у власній кімнаті. На цьому місці гра різко закінчується.
Гравець потрапляє в головне меню де всі збережені файли стерті, і йому не залишається нічого іншого, як почати нову гру. Все починається, так само як і першого разу, за винятком того, що Сайорі ніби ніколи не існувало в грі. Текст і ім'я її персонажа стає нечитабельним, і ніхто про неї більше не пам'ятає, включаючи самого головного героя. Замість Сайорі, в клуб літератури гравця запрошує Моніка.
Гра продовжує «ламатись» все більше і більше. Персонажі теж змінилися в поведінці: обидві дівчинки виявляють себе з найгірших сторін. Цундере Нацукі щосили лається на зазвичай спокійну і тиху Юрі та сильно ревнує головного героя, коли він проводить час з Юрі, а Юрі, своєю чергою, проявляє себе, як справжня яндере, котра схильна до фетишизму і завдання шкоди собі. Їхні репліки, не вимовлені ними до цього в грі, виділені чорним жирним шрифтом, явно вказують на те, що ця поведінка не залежить від них самих. Підливає масла у вогонь ще й Моніка, запевняючи гравця в тому, що її подруги по клубу мають деякі дивацтва, водночас як Нацукі, передавши свою поему протагоністу, пише що нічого такого не траплялося раніше, і просить не говорити про це Моніці. Відразу після цього її лице зникає, вона каже, щоб він забув те що щойно він прочитав і присвятив свій час лише Моніці.
Усі персонажі збираються, аби організувати фестиваль. Нацукі готує їжу, Юрі робить декорації, а гравець повинен обрати кому допомогти. Але Моніка з маніпуляціями в грі втручається у вибір гравця не даючи йому обрати іншу дівчину. Нацукі і Юрі помічають це та починають говорити, що вона вчинила нечесно. Унаслідок цього Юрі виштовхує Моніку і Нацукі з класу, після чого вона зізнається головному героєві в коханні, але при цьому вона стає вже абсолютно неадекватна і, незалежно від відповіді гравця на її пропозицію зустрічатись, вбиває себе ножем у гравця на очах. Головний герой проводить всі вихідні над тілом Юрі. Нацукі, зайшовши в клас, побачила лежачу в крові Юрі, та з жахом і вибігла з класу. За нею приходить Моніка і вибачається перед гравцем за те, що він був змушений дивитись на мертву Юрі цілі вихідні, попутно видаляючи файли персонажів Нацукі і Юрі з директорії гри, і переносить гравця в інше місце.
Гравець виявляється в кімнаті з Монікою, що сидить навпроти. Вона каже, що давно вже знає, що вона — всього лише персонаж візуальної новели, і що вона здатна проникати у файли інших персонажів, спотворювати їх або видаляти. Моніка зізнається, що намагалася зробити дівчат все менш і менш привабливими для протагоніста; звідси й депресія Сайорі, і одержимість Юрі. Але з якоїсь причини, нічого з цього не спрацювало, оскільки гравець не відмовлявся від компанії дівчат, тому вона просто видалила з папки гри їхні файли. Вона зізнається в любові, але не протагоністу гри: вона звертається саме до гравця.
Гравець може видалити файл Моніки в папці самої гри. Коли файл вже видалено, вона розуміє, що її файл стер саме гравець, і починає сильно дорікати йому за це. Потім вона каже, що все ще любить гравця, і дійсно шкодує про те, що трапилося, тому повністю відновлює гру і всіх її персонажів, за винятком самої себе.

### Кінцівки
У грі є кілька кінцівок.
У першій, якщо гравець у різних збереженнях проводив час з усіма дівчатами, тоді Сайорі приймає те, що всі вони — персонажі віртуальної реальності, і зі сльозами на очах дякує гравцю за те, що він щиро намагався зробити всіх дівчат щасливими, і що вони люблять його. Вона прощається і, після кінцевих титрів, гравець отримує подячну записку від творця гри, Дена Сальвато.
У другій кінцівці, якщо гравець не провів час з усіма дівчатами, тоді Сайорі, так само усвідомлюючи свої можливості, прагне провести з гравцем вічність, але цьому зрештою перешкоджає, імовірно, видалена Моніка.

## Цікаві факти
- Якщо перед запуском відеогри видалити файл Моніки, у грі з'явиться заплакана Сайорі, яка благатиме гравця «зупини це». Після перезапуску гри з'явиться екран зі словом «кінець», а за ним — чорно-біле GIF-зображення повішеної Сайорі. Якщо почекати 10 хвилин, з'явиться напис «Тепер усі можуть бути щасливі».